# 黒崎れおん
黒崎 れおん（くろさき れおん、1991年7月1日 - ）は、日本の元女性アイドル。アイドルグループSEVEN4の元メンバー。2014年にはHALOPERI Doll (第1期)を結成、桜丘ショコラのメンバーでもあった。埼玉県出身。ニックネームは「れおんさん」。身長は153cm。血液型はO型。弟が2人いる。
ショップ店員をしていた時にスカウトされ、2011年6月にデビュー(本人談で「2010年6月30日に芸能活動がスタートしました」とあるので、誤記か）。ステージデビューは、2012年2月28日。
所属事務所はルーナファクトリー(現:夢幻堂)(～2014.12.31)、秋葉工房(現:GirlsPower)(2015.01.08〜)。
好きなものはアニメ、ゲーム。
2019年7月7日、ワンマンライブにてアイドルとしての活動を終了させ、引退したが、以後もTwitterの更新は継続。それによれば2020年7月4日の結成3周年記念のライブに出演予定も開催自体が中止となり、2021年7月4日には結成4周年記念のライブに出演したようである。

## 作品
楽曲のジャンルは、ルーナファクトリー時代はロックやプログレ主体であったが、秋葉工房移籍後は、アキハバラを意識したA-POPや同人楽曲の東方ユーロビートを展開した。

### シングル / ミニアルバム
◎ルーナファクトリー時代（レーベル：Life is Sweet Music）
（soundcloud サイトのLife is Sweet Musicにて、CD未発売の楽曲も聴取可能）
I ♡ U        LMCR-1003  2012.07
・ Ｕ   (作詞：黒崎れおん / 作曲・編曲：神崎瞬)
・ Strawberry Cage (作詞：若原麻希 / 作曲・編曲：篠田裕輔)
・ Ｉ
白黒幻想曲   LMCR-1007  2013.07.01
・白黒幻想曲（作詞：若原麻希、作曲：篠田裕輔）
繰り返す日常  LMCR-1008  2013.07.21
・Hurry up! （作詞：若原麻希、作曲：篠田裕輔）
・空想科学少女（作詞：黒崎れおん、作曲：篠田裕輔）
・ジェラシー （作詞：黒崎れおん、作曲：篠田裕輔）
・れおれおナイト☆ワンダーランド （作詞：若原麻希、作曲：篠田裕輔）
・繰り返す日常 （作詞・作曲：篠田裕輔）
HALOPERI Doll   LMCR-1014（HALOPERI Doll：黒崎れおん・花音ありす・桜ゆきの のトリオユニット として）2014.12.04
・ミテミヌ殺人〈キラー〉
・恋の呪文は∞〈無限大〉
・SILENT DOLL
◎秋葉工房ーGirlsPower時代 (レーベル：Girls Power）
テッペンアキハバラ  GRSP-0010  2015.06.24
・テッペンアキハバラ（作詞：さいとうかおり、作曲：Tsukasa）  
・＊～アスタリスク（作詞：さいとうかおり、作曲：Tsukasa） 
・未来フライト （作詞：さいとうかおり、作曲：Tsukasa） 
絶対ニーハイ宣言！/ 青春Summer  GPKR-0002 2016.06.23
・絶対ニーハイ宣言！（作詞：さいとうかおり、作曲：Tsukasa） 
・反逆のラビリンス （作詞：さいとうかおり、作曲：Tsukasa） 
・青春Summer  （作詞：さいとうかおり、作曲：Tsukasa）  
東方同人音楽活動 （レーベル：Crazybeats）
黒崎れおん東方ベスト「東方紅女物語」CBIT-0012 2017.12.29
・SPECIAL MEGAMIX by DJもっちー
・夜乃風車 
（原曲：東方紅魔郷ｰ妖魔夜行 作詞：さいとうかおり、編曲：Tsukasa）
・U・N・K・N・O・W・N
（原曲：東方紅魔郷ｰU.N.オーエンは彼女なのか？作詞：さいとうかおり、編曲：Tsukasa）
・TRANSPARENT
（原曲：東方幻想曲ｰBad Apple!! 作詞：さいとうかおり、編曲：Tsukasa）
・SLAVE MASTER
（原曲：東方霊異伝ｰいざ、倒れ逝くその時まで 作詞：さいとうかおり、編曲：Tsukasa）
・解キ放ツ歌
（原曲：大空魔術ｰG Free  作詞：さいとうかおり、編曲：Tsukasa）
・世界ヨ廻レ
（原曲：東方永夜抄ｰ恋色マスタースパーク 作詞：さいとうかおり、編曲：Tsukasa）
・極楽神楽
（原曲：東方風神録ｰ神々が恋した幻想郷  作詞：さいとうかおり、編曲：Tsukasa）
- テッペンアキハバラ（作詞：さいとうかおり、作曲：Tsukasa）歌詞は自身のプロフィールに関わる内容になっている。
- アスタリスク（作詞：さいとうかおり、作曲：Tsukasa）アニソン調の曲。
- 未来フライト（作詞：さいとうかおり、作曲：Tsukasa）ライブでは欠かせない盛り上がり曲。サビではタオルをまわす振りがある。
- 絶対ニーハイ宣言！（作詞：さいとうかおり、作曲：Tsukasa）ニーハイ＆絶対領域をテーマにした曲。
- 究極の選択（作詞/作曲：BeatCharger）いろんなお菓子を選べないという歌詞の歌
- 反逆のラビリンス（作詞：さいとうかおり、作曲：Tsukasa）アスタリスクのアンサーソング的楽曲
- 青春Summer（作詞：さいとうかおり、作曲：Tsukasa）千葉テレビ放送「高校野球全力応援TV ガチファン」2016年・2017年タイアップ曲。2020年と2021年、2022年には千葉テレビ「夏の高校野球千葉県大会」挿入歌となった。

映像作品
・ DVD
Mignon Reon （レーベル：Next Mode Sketch）JDLS-3   2015.09.29 イメージビデオ
ASTERISK （レーベル：Girls Power Attack！）  GPAD-001  2018.10.18
        ＊～アスタリスク のミュージックイメージビデオ

・YOUTUBE チャンネル
黒崎れおんチャンネル   
黒崎れおん（うさまろ）チャンネル          ゲーム攻略動画等
夢幻堂チャンネル     ルーナファクトリー時代のライブ動画が保存されている